# Maribo Boldklub
Maribo Boldklub (eller MB) er en fodboldklub lokaliseret i Maribo. Maribo Boldklub blev stiftet i 1934. Klubben spiller 2024-2025 i Lolland-Falsterserien.

## Poul Aage Rasmussen
Klubbens største spiller var Poul Aage Rasmussen, kaldet "Rassi". Han skrev dansk fodboldhistorie ved at få landsholdsdebut i 1949 uden nogensinde at have spillet en divisionskamp. Senere skiftede han fra Maribo Boldklub til Skovshoved Idrætsforening og derfra til den italienske klub Atalanta B.C., hvor han tre år i træk var blandt de mest scorende spillere i den italienske Serie A.